# Urho Muroma
Urho Rafael Muroma, till 1919 Murén, född 10 maj 1890 i Helsingfors, död där 25 juni 1966, var en finländsk väckelsepredikant.
Muroma sägs ha blivit "väckt" 1912 av den norske predikanten Albert Lunde och då beslutat sig för att studera teologi. Han prästvigdes 1917 och började sedan arbeta som hjälppredikant inom stadsmissionen i Helsingfors samt var därefter bland annat generalsekreterare för KFUM i Helsingfors 1924–1927. Senare verkade han 1928–1940 som kringresande predikant för först Centralförbundet för församlingsverksamhet inom Finlands kyrka och därefter för Finska missionssällskapet.
Muroma, som representerade den så kallade femte väckelserörelsen, grundade 1940 en stiftelse, som senare i sin tur 1945 grundade bibelinstitutet Suomen Raamattuopisto i Grankulla, där Muroma var rektor fram till 1957.